# Тибру (община)
Община Тибру (на шведски: Tibro kommun) е разположена в лен Вестра Йоталанд, югозападна Швеция с обща площ 236 km2 и население 10 754 души (към 31 декември 2013). Административен център на община Тибру е едноименния град Тибру.